# Pedro Sienna
Pedro Sienna, de nom real Pedro Pérez Cordero (San Fernando, 13 de maig de 1893-Santiago, 10 de març de 1972), va ser un poeta, dramaturg, periodista, crític d'art, actor de teatre, productor, actor i director de cinema mut xilè.

## Primers anys de vida
Pedro Sienna era fill d'un militar que va fer carrera en la Guerra del Pacífic. Molt primerenc comença a escriure i en 1914 obté el segon lloc en els Jocs Florals de Santiago amb Rogativas a mi corazón; aquell concurs el va guanyar la mestra, llavors desconeguda, que més tard seria Premi Nobel, Gabriela Mistral. Els seus primers llibres publicats van ser precisament poemaris. Amb el pas del temps, el seu nom artístic va acabar sent el seu nom veritable després d'efectuar els tràmits legals corresponents.

### Matrimoni i fills
Estava casat amb la poetessa Julia Benavides Hübler (1905) i van tenir tres fills: uns bessons que van morir i Carmen Julia.

## Vida artística
Sienna debuta com a actor de cinema en 1917 a El hombre de acero, una de les primeres pel·lícules mudes de Xile.
El mateix any, juntament amb Enrique Báguena i Arturo Bührle, crea la primera companyia nacional que es dedica a mostrar peces d'autors xilens amb actors nacionals i que després es coneixeria com a Companyia de Pedro Sienna, "desafiant la tendència hizpanitzant que predomina en el teatre de l'època". El 1919, per exemple, aquest grup teatral va estrenar Pecado de juventud, obra de Shanty "que per a l'època va ser un escàndol".
El 1921 realitza la seva segona cinta, Los payasos se van, basada en l'obra dramàtica del mateix nom escrita per Hugo Donoso Gaete (1898-1917). Allí, a més de director i guionista, participa com a actor principal. A l'any següent dirigeix i protagonitza la pel·lícula El empuje de la raza.
Debuta com a novel·lista el 1924 amb La caverna de los murciélagos, una de les primeres obres de ciència-ficció a Xile. El mateix any escriu, dirigeix i protagonitza el film Un grito en el mar.
El 1925 dirigeix la seva pel·lícula més coneguda, El húsar de la muerte, considerada un clàssic del cinema xilè i en la qual interpreta el paper principal.
A l'any següent abandona el cinema per a treballar a Las Últimas Noticias sota la direcció de Byron Gigoux i per a dedicar-se al teatre i a la literatura:
"Pedro Sienna va fer un gir radical en la seva carrera i es va allunyar del cinema per sempre. La raó darrere d'aquesta decisió va ser que volia dedicar-se a les arts que considerava veritables: la literatura i el teatre".
Divuit anys més tard anuncia que es retira del teatre lamentant "el tremend que és arribar a vell i ser sol actor". Va treballar com a periodista i cap d'arxiu de La Nación fins a la seva jubilació.
En 1962 interromp el seu retir per a dirigir Entre gallos y medianoche, de Carlos Cariola, en el Teatre Universitari de Concepción on dissenya també els vestits i decorats d'aquesta obra.
Sienna va publicar obres de diversos gèneres, com a poesia, ciència-ficció, biografia —amb un llibre dedicat a la vida del seu mestre en el teatre, Arturo Buhrle—, o memòries, com els Recuerdos del soldado desconocido, inspirats en les experiències militars del seu pare.
Políticament, Sienna era d’esquerra: va donar suport a les quatre campanyes presidencials de Salvador Allèn i va morir a l'any següent de la victòria d'aquest, el 10 de març de 1972, víctima d'una afecció pulmonar.

## Premis i reconeixements
- Medalla d'Or en l'Exposició Internacional de La Paz 1926 per la seva pel·lícula Un grito en el mar.

- Va ser declarat Fill Il·lustre de San Fernando en 1963 per iniciativa del grup literari "Los Afines".[5]

El 27 de desembre de 1966 va rebre del govern el Premi Nacional d'Art en homenatge a una vida dedicada al teatre i al cinema.
A partir de 2006, el Consell Nacional de la Cultura i les Arts atorga els Premis Pedro Sienna en el seu honor.

## Filmografia

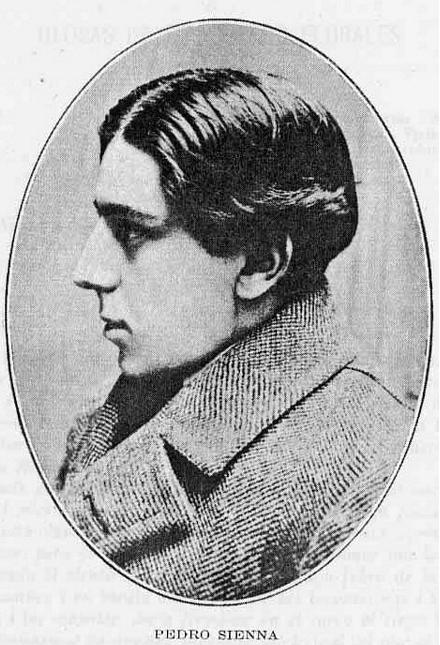
Pedro Sienna (1914)

### Com a director
- 1917: El hombre de acero
- 1921: Los payasos se van
- 1922: El empuje de una raza
- 1924: Un grito en el mar
- 1925: El húsar de la muerte (argumentista en col·laboració Hugo Silva)
- 1926: La última trasnochada (productor en col·laboració Rafael Frontaura)

### Com a actor
- 1917: El hombre de acero
- 1918: Todo por la patria o El girón de la bandera, d’Arturo Mario
- 1918: La avenida de las acacias, d’Arturo Mario
- 1920: Manuel Rodríguez, d’Arturo Mario
- 1921: Los payasos se van
- 1922: El empuje de una raza
- 1924: Un grito en el mar
- 1925: El húsar de la muerte
- 1926: La última trasnochada

### Com a guionista
- 1921: Los payasos se van
- 1924: Un grito en el mar
- 1925: El húsar de la muerte
- 1926: La última trasnochada

## Obres literàries
- El tinglado de la farsa, sonets, Córdoba, 1915 (reeditada després a Santiago de Xile)
- Muecas en la sombra, poemari, Imprenta Universitaria, 1917
- La caverna de los murciélagos, novel·la de ciència-ficció, 1924
- La vida pintoresca de Arturo Bührle, Talleres Fiscales de Prisiones, Santiago de Chile, 1929; con 25 dibujos de Víctor Bianchi
- Recuerdos del soldado desconocido: episodios de la Guerra del Pacífico que no menciona la historia, 1931
- Un disparo de revólver, comèdia en un acte estrenada per la Compañía Rafael Frontaura el 13.02.1229; publicada a la revista Escena, 1932
- Memorias de la vida del teatro
- Obras completas, Editorial Universitaria, 2011; conté, a més de les seves obres conegudes, el poemari inèdit Por los caminos del ayer